# Vier Gebroeders (dorp)
Vier Gebroeders of Mamija is een dorp in Suriname, in het zuiden vlak bij de Braziliaanse grens. Het ligt in het ressort Coeroenie in het district Sipaliwini. Het is vernoemd naar de Vier Gebroeders-berg die vier toppen heeft. In het dorp wonen inheemse Surinamers van het volk Trio. 
Het gebied werd in oktober 1935 voor het eerst verkend A.J.H. van Lynden. Het dorp heeft geen school of kliniek. 
In 2009 werd een contract met het bedrijf Dalian getekend om van Pokigron via Vier Gebroeders een weg naar Brazilië aan te leggen. De aanleg is echter niet begonnen (stand 2020). 
Vier Gebroeders wordt bediend door de Vier Gebroeders Airstrip.
Alalapadoe · Amatopo · Anapi · Atipakondre · Coeroenie · Kasjoe-eiland · Kwamalasamoetoe · Lucie · Sakuru · Sipaliwinisavanne · Vier Gebroeders